# Souborné vydání děl Bohuslava Martinů

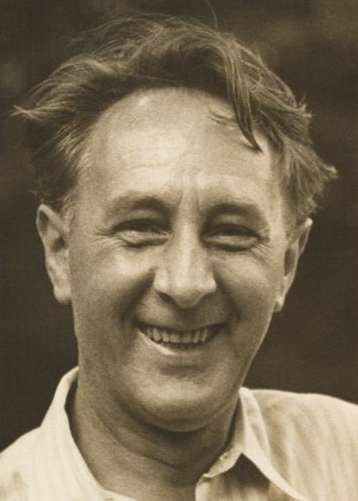
Bohuslav Martinů v roce 1943

Souborné vydání díla Bohuslava Martinů (Bohuslav Martinů Complete Edition – BMCE) si klade za cíl zpřístupnit kompletní dílo českého skladatele světového významu Bohuslava Martinů (1890-1959). BMCE je souborné, historicko-kritické vydání všech dokončených i nedokončených děl Bohuslava Martinů na základě vědeckého zhodnocení všech přístupných pramenů a za využití nejnovějších textově-kritických a hudebně-filologických metod. Souborné vydání díla obecně je organizačně, právně i personálně velmi náročné. K vydání prvních svazků bylo přistoupeno v roce 2014 a v plánu je zpřístupnění 106 svazků v průběhu 53 let. Z těchto důvodů je BMCE považováno za nejvýznamnější počin na poli českého hudebního vydavatelství současnosti.
„První svazky Souborného vydání díla Bohuslava Martinů jsou příslibem výjimečného edičního počinu.“

## Souborné vydání
Doposud byla řada skladeb Bohuslava Martinů nezvěstná, existovala pouze v nekvalitních kopiích autografů či opisů nebo ve formě nevyhovujících vydáních; vydané tisky obsahovaly chyby, byly interpretačně nevyhovující, již rozebrané, či z jiných důvodů nedostupné. Již proto je nová kritická edice, ačkoliv nepřináší žádné nové objevy či novinky, velmi potřebným počinem jak na poli hudební filologie, tak hudební interpretace a historie.
Souborné vydání se opírá o pečlivou vědeckou práci, pramenný výzkum a o nejnovější poznatky a zkušenosti v oblasti metodiky hudební filologie, kde aplikuje nejnovější trendy. Přináší nová čtení hudebního textu a nové poznatky ke genezi díla. Díky mezinárodnímu složení ediční rady se může opírat o zkušenosti souborných vydání z celé Evropy. Edice je určena jak praktikům – hudebním interpretům, tak muzikologům a badatelům. Na základě hlubokého pramenného výzkumu artikuluje skladatelovu intenci v co nejbližší možné podobě. Díky obsáhlým předmluvám a kritickým zprávám zároveň prezentuje nejnovější stav poznání, vedle verze „poslední ruky“ uvádí i odlišná původní čtení a zásahy interpretů, nakladatelů či inscenátorů. Ediční zásady kopírují nejnovější trendy současného hudebního vydavatelství, ovšem respektují specifika skladatelova hudebního zápisu. Jsou dostupná on-line. V rámci svazků jednotlivých sérii proto mohou drobně variovat. Podrobné informace k edičním zásadám, struktuře jednotlivých svazků a edičním plánům publikoval ředitel Institutu B. Martinů v roce 2004 na stránkách časopisu Hudební věda.
Řada autografů i tisků skladeb Bohuslava Martinů je roztroušená po mnoha státech, těžko dostupná nebo dokonce nezvěstná. Mnoho kompozic, které vyšly tiskem, byly nadále vázány v nakladatelstvích po světě, a tak zůstávaly nedostupné. Souborné vydání Bohuslava Martinů si klade náročný úkol zpřístupnit dílo tohoto významného skladatele 20. století pro širokou veřejnost v celé jeho komplexnosti, včetně skladeb dosud neznámých, nedokončených či vydání skladatelových skicářů.
Souborné vydání vychází u německého nakladatelství Bärenreiter-Verlag, Kassel, resp. jeho české pobočky Bärenreiter Praha (nástupce českého státního vydavatelství Supraphon). V současnosti patří mezi předplatitele souborného vydání řada evropských a amerických univerzit, hudebních archivů a jiných institucí. Vyšlé svazky již našly své uplatnění – objevují se na koncertních pódiích a skladby Martinů jsou tak uváděny v nové, kritické verzi. Pro příklad uveďme Symfonii č. 4 či Epos o Gilgamešovi, uvedené Českou filharmonií pod taktovkou Jiřího Bělohlávka či Svatební košile, provedené Filharmonií Brno a Jiřím Rožněm. Další aspirací BMCE je rozšíření repertoáru světových těles o skladby méně známé, doposud nepublikované či nově objevené.
„Toto nové souborné vydání – které vřele doporučuji jak hudebním knihovnám, tak skutečným fanouškům Martinů – by mělo výrazně napomoci pozvednutí jeho hudby z okraje zájmu.“ míní odborník na hudbu 20. století muzikolog Nigel Simeone. Německý kritik Christoph Flamm soudí, že BMCE „splňuje nejvyšší očekávání“.

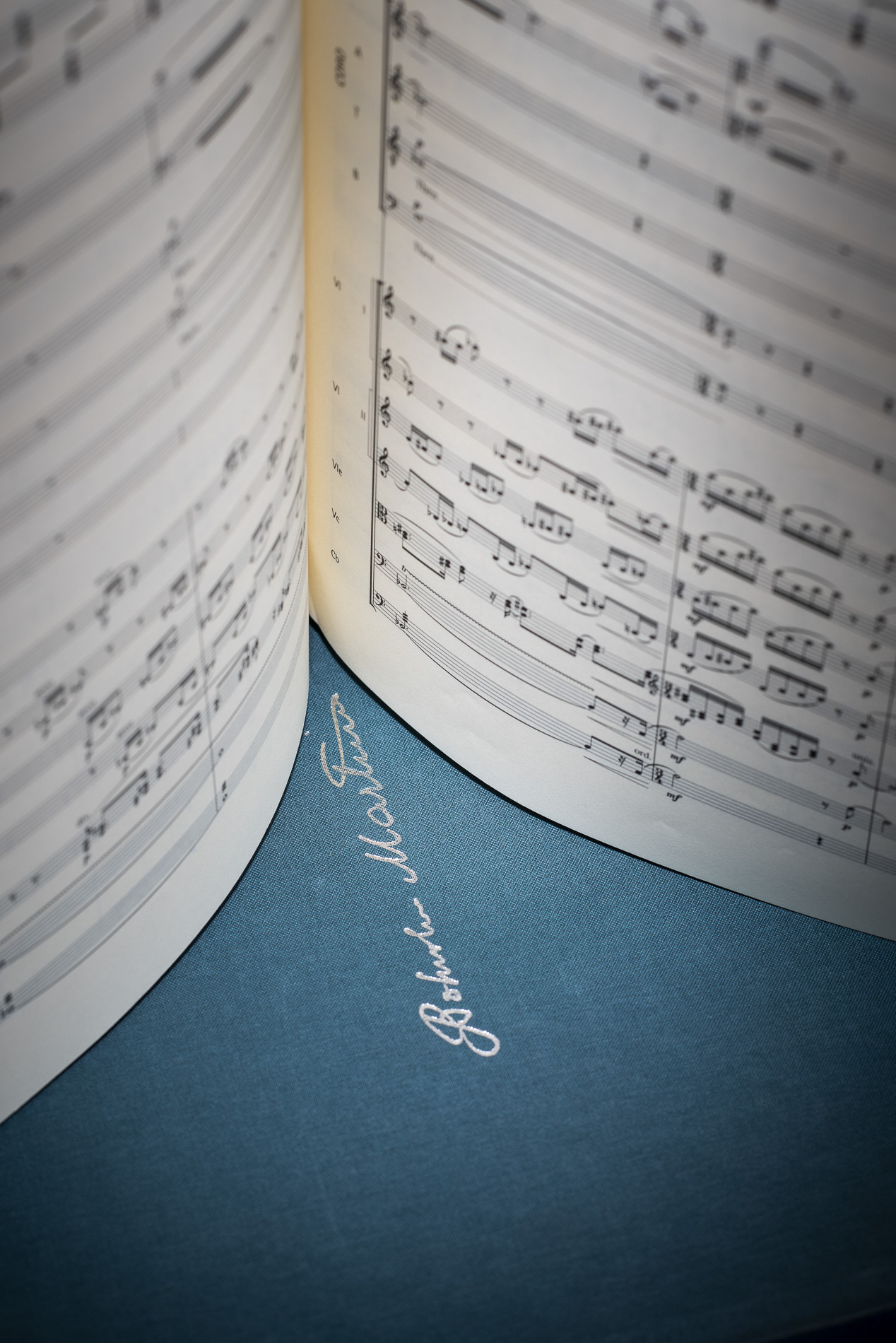
Jeden ze svazků edice

## Financování projektu BMCE
Projekt souborného vydání díla Martinů je finančně, časově i personálně náročný. V současné době je realizován díky finanční podpoře Grantové agentury ČR, Nadace Bohuslava Martinů a Státního fondu kultury ČR.

## Ediční rada
Ediční radu BMCE tvoří řada odborníků – muzikologů z celé Evropy, kteří mají zkušenosti kritickými edicemi dalších významných skladatelů:

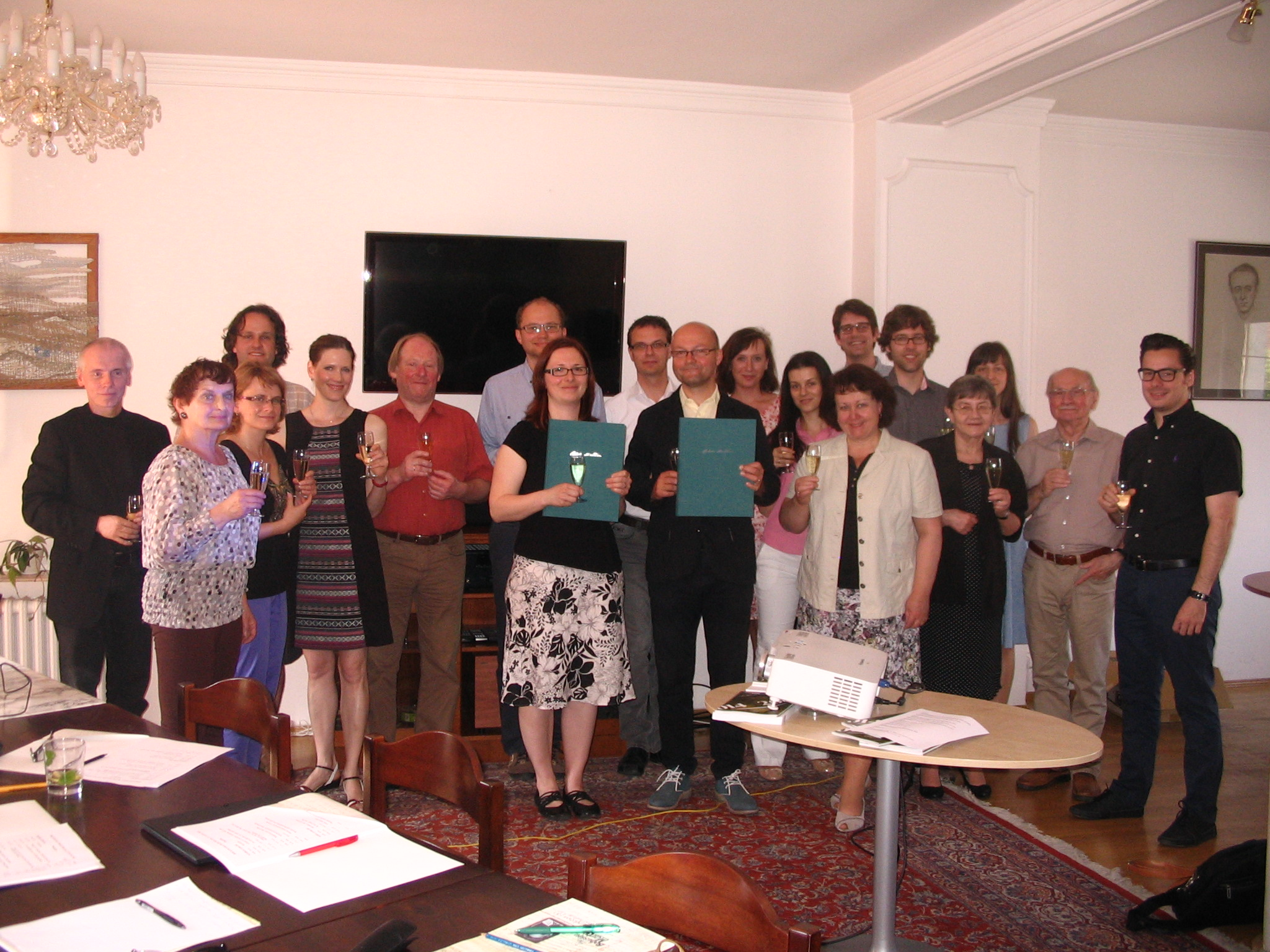
Slavnostní setkání ediční rady BMCE

- Prof. Dr. Peter Ackermann (Hochschule für Musik und Darstellende Kunst, Frankfurt nad Mohanem),
- Mgr. Aleš Březina, Ph.D. (Institut Bohuslava Martinů, Praha),
- Prof. PhDr. Jarmila Gabrielová, CSc. (Ústav hudební vědy FF UK, Praha),
- Mgr. Martin Ledvinka (Institut Bohuslava Martinů, Praha),
- PhDr. Kateřina Maýrová,
- Mgr. Kateřina Nová, Ph.D. (Institut Bohuslava Martinů, Praha),
- Mgr. Marek Pechač (Institut Bohuslava Martinů, Praha),
- Prof. Dr. Daniela Philippi (Gluck-Gesamtausgabe, Institut für Musikwissenschaft, Goethe-Universität, Frankfurt nad Mohanem),
- Prof. Dr. Ivana Rentsch (Institut für Historische Musikwissenschaft, Universität Hamburg),
- Prof. Dr. Giselher Schubert (Paul Hindemith-Institut, Frankfurt nad Mohanem),
- Prof. Dr. Arne Stollberg (Institut für Musikwissenschaft und Medienwissenschaft, Humboldt-Universität, Berlín),
- PhDr. Eva Velická, Ph.D. (Bärenreiter Praha),
- Dr. Paul Wingfield (Trinity College, Cambridge),
- Mgr. Jitka Zichová (Institut Bohuslava Martinů, Praha),
- Doc. MgA. Mgr. Vít Zouhar, Ph.D. (Pedagogická fakulta, Univerzita Palackého, Olomouc),
- Mgr. Pavel Žůrek, Ph.D. (Institut Bohuslava Martinů, Praha).[16]

Ediční rada je zaštítěna vedením edice v pozici nadřízeného orgánu, jemuž předsedá Aleš Březina, ředitel Institutu B. Martinů.

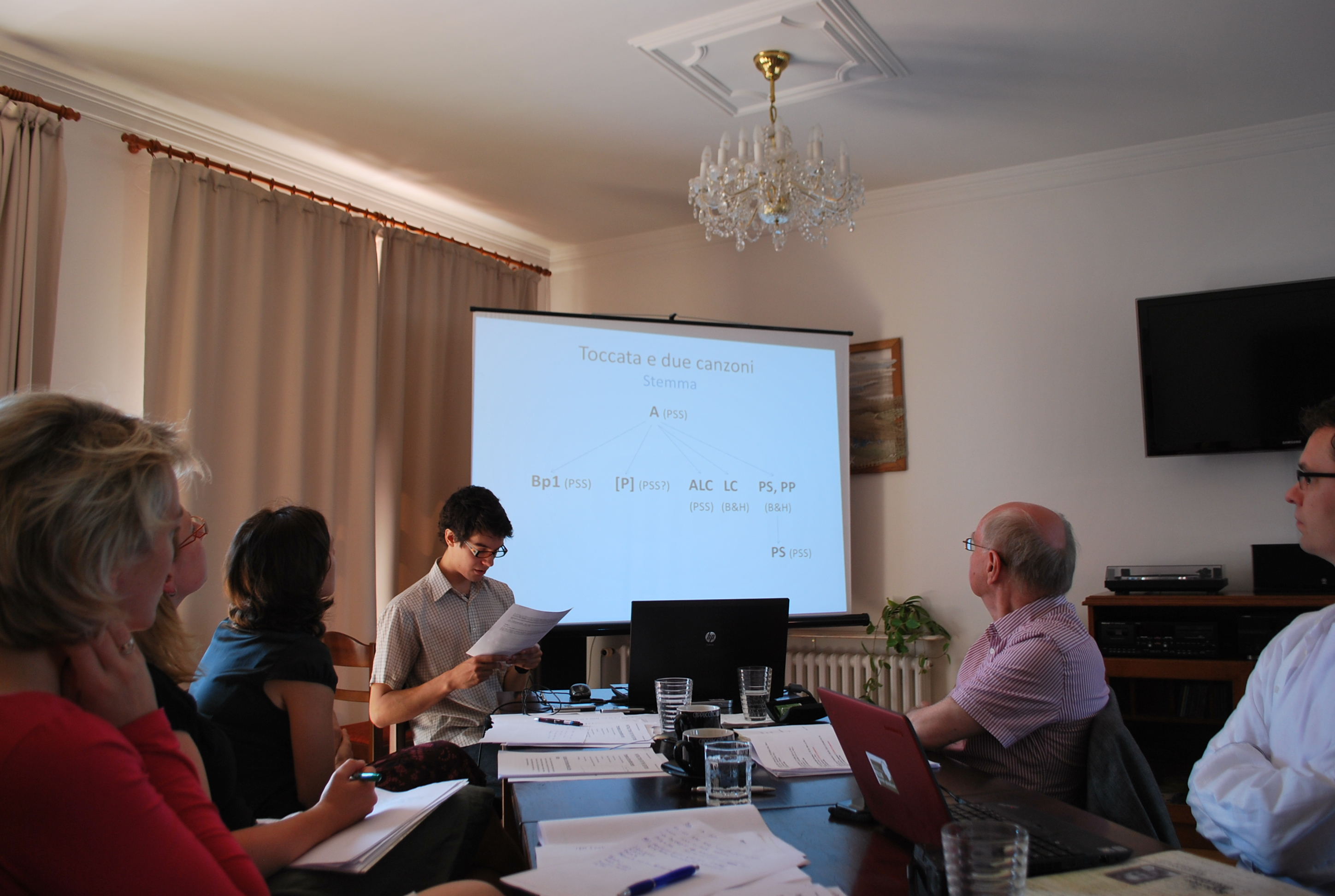
Zasedání ediční rady BMCE

Zasedání ediční rady se koná jednou ročně v prostorách Nadace B. Martinů v Praze. Na jednáních jsou prezentovány výsledky práce jednotlivých editorů, představují se novinky pramenného výzkumu či jsou diskutovány otázky celkové koncepce souborného vydání, jejího ev. posunu a proměn. Ediční rada dohlíží na vědeckou kvalitu edice, může rozhodovat o ev. sporných místech edice.

## Co ediční práci předchází – problematika pramenů u Bohuslava Martinů
Kritická edice jako „nejvyšší stupeň editorské činnosti“ musí ve svém přístupu reflektovat veškeré dochované prameny. Editování, tedy „příprava hudebního textu k publikování“, je komplexní odborná práce. Editor potřebuje ke své práci prostudovat a kriticky zhodnotit rukopis skladby, opisy, první tisky, korespondenci a zmínky v tisku, vztahující se k dané skladbě, provozovací materiály atd. tak, aby byl schopen rekonstruovat co nejvěrnější skladatelův záměr. Využívá kritické metody, která se opírá o historický výzkum, vyhodnocení sémiotického významu a pochopení daného hudebního stylu.
Bohuslav Martinů strávil většinu života mimo svou domovinu – léta žil ve Francii, Spojených státech amerických či Švýcarsku. Z tohoto důvodu jsou prameny roztříštěné po světě po řadě institucích i v soukromých rukou, a tak těžko dostupné. Rovněž jazyková situace či problematika nakladatelských práv je ze stejných důvodů komplikovaná. Pro účely edice, ale i k dispozici pro další badatele, se tak snaží Institut B. Martinů rozmanité prameny v digitálních i papírových kopiích shromažďovat, vědecky zpracovat a ve formě databáze pramenů poskytovat badatelské veřejnosti. Institut B. Martinů se od roku 1995, kdy byl založen, „vyvinul v mezinárodně respektovanou organizaci, která […] je vzorem a inspirativním konceptem pro další podobné projekty u nás i v zahraničí.“

## Ediční plán
Ediční práce bývají plánovány na desítky let dopředu. Pro přehlednost je skladatelovo kompletní dílo členěno v souborném vydání následujícím způsobem:

### Rozdělení do sérií
I.  Jevištní díla a filmová hudba (cca 43 svazků)
1. Opery
2. Balety
3. Scénická hudba a hudba k filmům

II.  Orchestrální hudba (cca 16 svazků)
1. Symfonie
2. Skladby pro velký orchestr
3. Skladby pro komorní orchestr s koncertujícími nástroji nebo bez nich
4. Svity a výtahy z jevištních děl (ve vlastní úpravě)

III. Koncerty a koncertantní hudba (cca 17 svazků)
1. Koncerty pro sólové nástroje
2. Dvojkoncerty, trojkoncerty a čtyřkoncerty

IV. Komorní hudba (cca 9 svazků)
1. Dua (pro housle a klavír, violoncello a klavír, pro různé nástroje)
2. Tria (s klavírem, bez klavíru)
3. Kvartety (smyčcové, pro různá nástrojová obsazení)
4. Kvintety, Sextety, Septety, Nonety

V. Skladby pro klávesové nástroje (cca 3 svazků)
1. Klavír
2. Cembalo, varhany, 2 klavíry

VI. Sbory, kantáty, oratorium, písně (cca 8 svazků)
1. Sbory
2. Oratorium a kantáty
3. Písně a melodramy

VII.  Suplementa a varia (cca 7 svazků)
1. Skici a skicáře
2. Souvislé skici nedokončených děl
3. Faksimile[11]

### Přehled doposud vyšlých a chystaných svazků

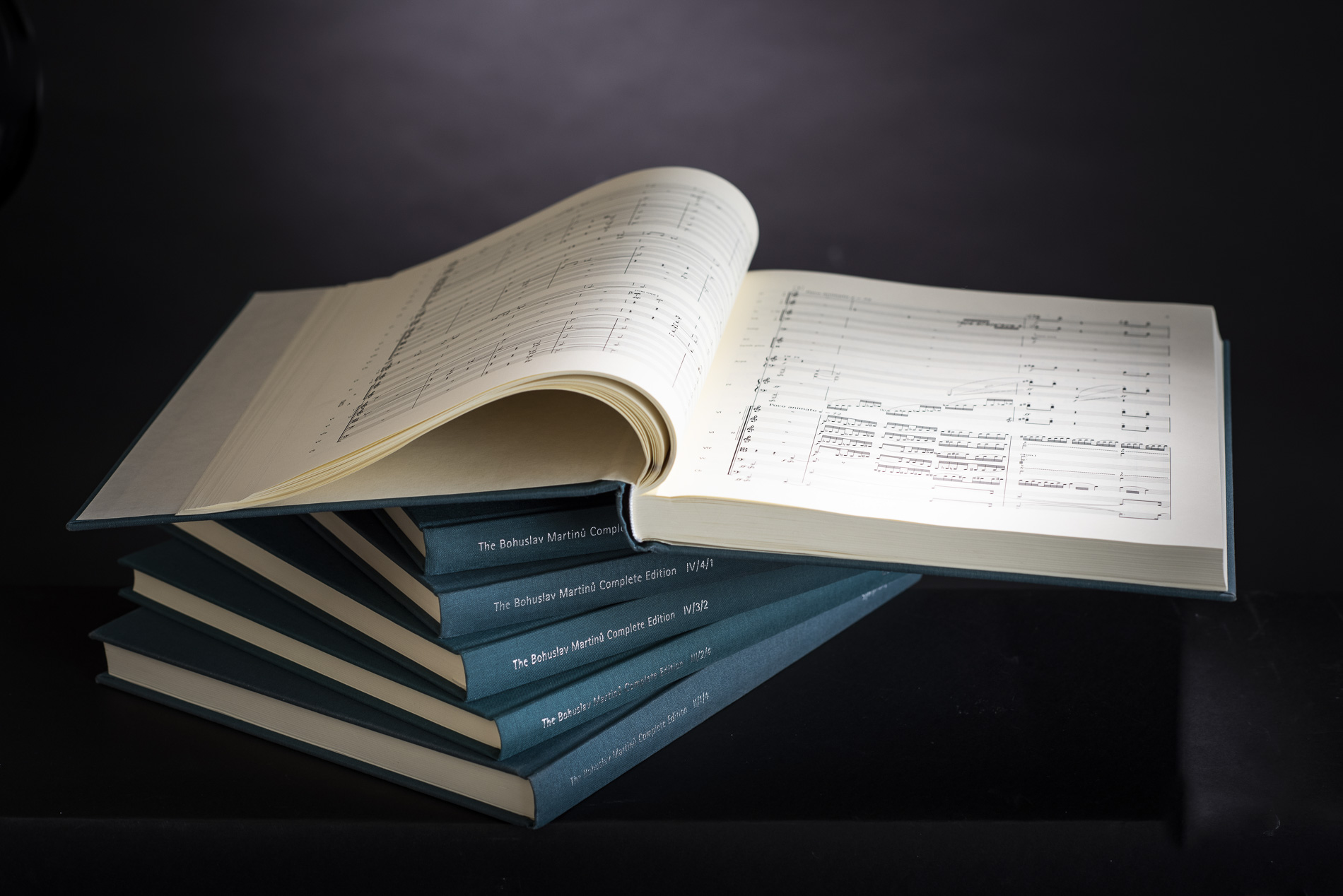
Bohuslav Martinů Complete Edition

#### První vydané svazky
Ediční plán zohledňuje vedle přístupnosti pramenů, nakladatelské vázanosti díla i vhodné kombinace děl do svazků a editorské kapacity. V současnosti je v rámci BMCE rozpracováno 8 svazků.
Všechny již vydané svazky jsou opatřeny podrobnou předmluvou (prezentující mj. například nejnovější poznatky ke genezi díla) a závěrečnou kritickou zprávou v češtině a angličtině, obsahují také ukázky autografu a dalších pramenů ve formě faksimile a soupis pramenů. Dle plánu by měly vycházet dva svazky za rok, vázány v plátěné vazbě o rozměru 25.5 x 32.5 cm.
Jako první svazek souborného vydání vyšlo oratorium Epos o Gilgamešovi, H 351. Editorem byl ředitel Institutu B. Martinů Aleš Březina. V roce 2016 byla pro svou vysokou ediční a vědeckou úroveň a obsahovou komplexnost (svazek obsahuje vedle samotné partitury i faksimile vybraných pramenů, ukázky korespondence, podrobně vypracovanou předmluvu či alternativní verze čtení) oceněna na Hudebním veletrhu ve Frankfurtu nad Mohanem cenou Německé asociace hudebních vydavatelů (Deutscher Musikverleger-Verband) German Music Edition Prize (Best Edition[nedostupný zdroj]) za nejlepší hudební vydání roku 2015. Porota vybírala mezi 74 publikacemi z 18 německých nakladatelství. O vysoké kvalitě svazku je přesvědčen také muzikolog Jiří Zahrádka, který v něm spatřuje „vzorové zpracování pro další díla v daném okruhu.“
Ve stejném roce vyšel i další svazek – Martinů Symfonie č. 4, H 303 editovala dirigentka Sharon Andrea Choa z Velké Británie. Na vydání spolupracoval i dirigent Jiří Bělohlávek, svazek obsahuje jak verzi skladatelovy poslední ruky (tedy verzi s úpravami před tiskem z roku 1948), tak původní znění symfonie z roku 1945, jak ji nahrál Rafael Kubelík pro Ultraphon. Obě dvě nové partitury byly představeny veřejnosti na hudebním festivalu Smetanova Litomyšl, slavnostně pokřtěny byli ministrem kultury Danielem Hermanem a šéfdirigentem České filharmonie Jiřím Bělohlávkem (který také Symfonii č. 4 v nové verzi kritického vydání provedl).

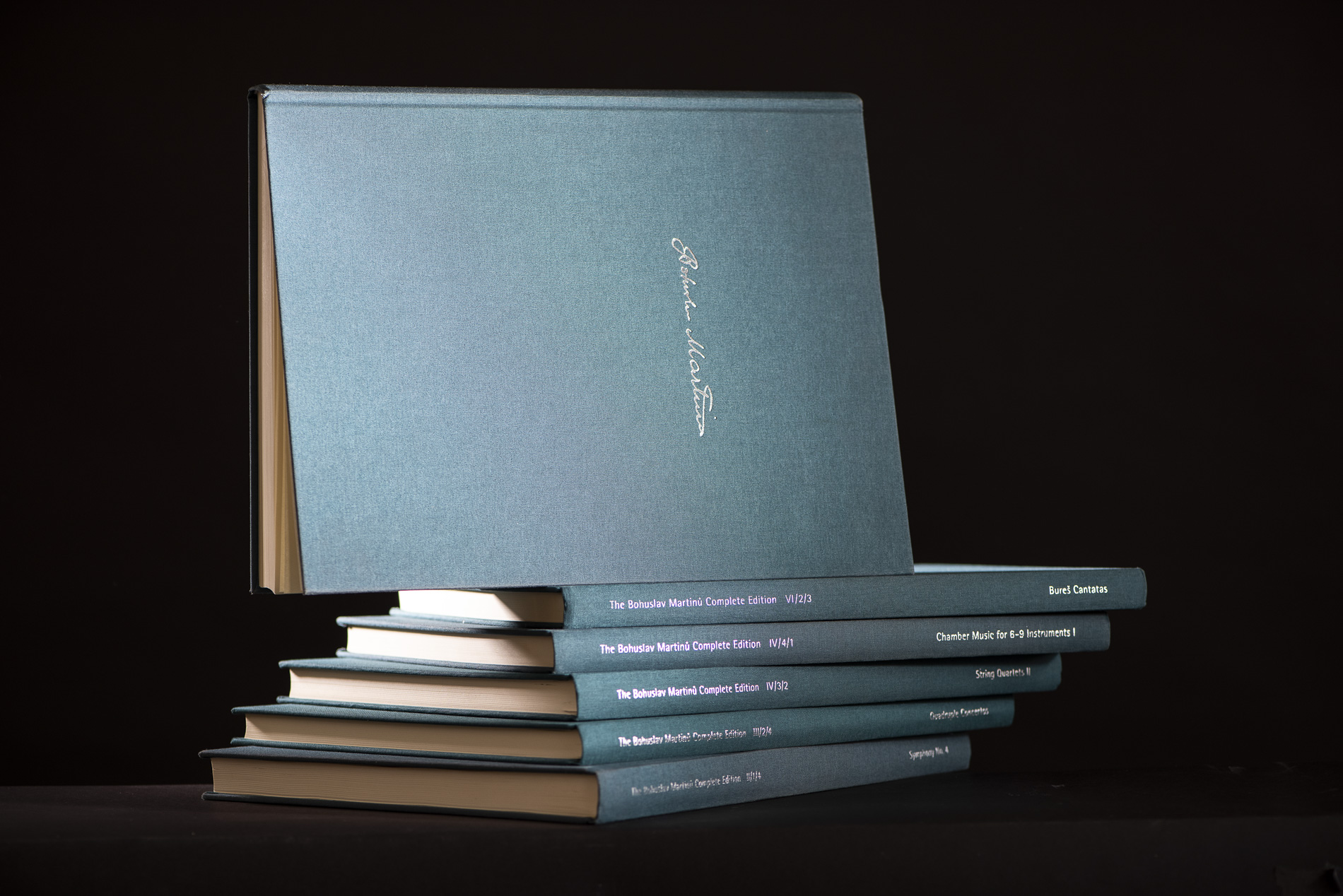
Bohuslav Martinů Complete Edition

Ve svazku komorní hudby pro 6 až 9 nástrojů vyšly v edici muzikoložky Jitky Zichové (Institut B. Martinů) v roce 2015 skladby Les Rondes, H 200, Serenáda č. 1, H 217, Serenáda č. 3, H 218, Stowe Pastorals, H 335 a Nonet č. 2, H 374. Svazek byl pokřtěn a veřejnosti představen v Českém muzeu hudby (Národní muzeum) v rámci koncertu cyklu „Komorní dialogy napříč staletími“ orchestru PKF – Prague Philharmonia v říjnu 2016, kdy také skladby poprvé zazněly ve verzi kritického vydání. „Skladby jsou psány pro neobvyklá nástrojová obsazení, společná je jim zvuková originalita a vysoká umělecká kvalita. Vůbec poprvé zazní tyto skladby v rámci jednoho koncertu, navíc z nového kritického vydání, nahrazujícího nevyhovující edice staré 50 a více let,“ podotkla k události editorka svazku, Jitka Zichová.
V roce 2016 připravil skladatel a hudební pedagog Vít Zouhar svazek Martinů čtyř komorních kantát Otvírání studánek, H 354, Legenda z dýmu bramborové nati, H 360, Romance z pampelišek, H 364 a Mikeš z hor, H 375. V pořadí čtvrtý svazek byl pokřtěn brněnském Národním divadle v říjnu 2017. I tento svazek nabízí pečlivě vypracovanou předmluvu, nové poznatky ke genezi jednotlivých děl či pečlivě popsaný editorský postup. Jako interpretačně méně šťastné pro zahraniční zájemce může být podložení pouze českým textem (překlady jsou přiloženy na konci svazku).
Dalším, pátým počinem v rámci edice bylo vydání čtyř z celkem osmi smyčcových kvartetů B. Martinů – Smyčcový kvartet č. 4, H 256, Smyčcový kvartet č. 5, H 268, Smyčcový kvartet č. 6, H 312 a Smyčcový kvartet č. 7, H 314. Vedoucím kolektivu editorů byl opět Aleš Březina, svazek vydaný v roce 2017 nabízí poslední skladatelovu autorizovanou verzi kvartetů. V příloze ale zájemce nalezne také verzi před revizí k prvnímu tisku, faksimile důležitých dokumentů a skic.
V roce 2018 vyšel šestý svazek editorů (zesnulého) Christophera Hogwooda, Marka Pechače a Pavla Žůrka se skladbami Koncert pro smyčcové kvarteto a orchestr, H 207 a Sinfonia concertante, H 322. V roce 2019 potom vyšly svazky Concerto da camera pro housle, smyčcový orchestr, klavír a bicí, H 285 a Rhapsody-Concerto pro violu a orchestr, H 337 v edici Sandry Bergmannové a Paula Silverthorna (svazek č. 7) a Polní mše, H 279 a Svatební košile, H 214 I A (svazek č. 8) editora Paula Wingfileda z britské Trinity College.

#### Přehled doposud vyšlých svazků
- Série VI / 2, Epos o Gilgamešovi, H 351, Ed. Aleš Březina, BA 10571,[34] vyšlo 2014, ISMN 979-0-2601-0763-2,
- Série II / 1, Symfonie č. 4, H 305, Ed. Sharon Andrea Choa, BA 10572, vyšlo 2014, ISMN 979-0-2601-0764-9,
- Série IV / 4, Les Rondes,  H 200, Serenáda č. 1, H 217, Serenáda č. 3, H 218, Stowe Pastorals, H 335, Nonet č. 2, H 374, Ed. Jitka Zichová, BA 10574, vyšlo 2015, ISMN 979-0-2601-0793-9,
- Série VI / 2, Otvírání studánek, H 354, Legenda z dýmu bramborové nati, H 360, Romance z pampelišek, H 364, Mikeš z hor, H 375, Ed. Vít Zouhar, BA 10575, vyšlo 2016, ISMN 979-0-2601-0835-6,
- Série IV / 3, Smyčcový kvartet č. 4, H 256, Smyčcový kvartet č. 5, H 268, Smyčcový kvartet č. 6, H 312, Smyčcový kvartet č. 7, H 314, Ed. Aleš Březina a kol., BA 10576, vyšlo 2017, ISMN 979-0-2601-0836-3,
- Série III / 2 Koncert pro smyčcové kvarteto a orchestr, H 207, Sinfonia concertante, H 322, Eds. Christopher Hogwood†, Marek Pechač, Pavel Žůrek, BA 10577, vyšlo 2018, ISMN 979-0-2601-0872-1,
- Série VI / 2, Polní mše, H 279, Svatební košile, H 214 I A, Ed. Paul Wingfield, BA 10573, vyšlo 2019, ISMN 979-0-2601-0792-2,
- Série III / 1, Concerto da camera pro housle, smyčcový orchestr, klavír a bicí, H 285, Rhapsody-Concerto pro violu a orchestr, H 337, Eds. Sandra Bergmannová, Paul Silverthorne, Jitka Zichová, BA 10578, vyšlo 2019, ISMN 979-0-2601-0905-6,
- Série III / 1, Koncert pro klavír a orchestr č. 4 (Inkantace), H 358, Koncert pro klavír a orchestr č. 5 (Fantasia concertante), H 366, Ed. Ivana Tabak, BA 10579, ISMN 979-0-2601-0906-3,
- Série I / 1, Ariadna, lyrická opera o jednom dějství, H 370, Ed. Robert Simon, BA 10580. vyšlo 2021, ISMN 979-0-2601-0907-0,
- Série II / 2, Fresky Piera della Francesca, H 352, Paraboly, H 367, Eds. Janina Müller, Arne Stollberg, BA 10582-01, ISMN 979-0-2601-0958-2,
- Série I / 1, Dvakrát Alexandr, H 255, Ed. Jitka Zichová, BA 10586-01, ISMN 979-0-2601-0977-3,
- Série I / 1, Mariken de Nimègue, H 236 2/I, Ed. Pavel Žůrek, BA 10587-01, ISMN 979-0-2601-0986-5[35]